# Rafael Baca
Rafael Baca Miranda (* 11. September 1989 in Tuxpan, Michoacán) ist ein mexikanischer Fußballspieler, der in der Regel im Mittelfeld agiert.

## Karriere
Seit dem Alter von 7 Jahren wuchs der in der Nähe von Morelia geborene Baca im US-Bundesstaat Kalifornien auf.
Nach Abschluss der Inglewood’s Animo Leadership Charter High School wurde Baca in die Mannschaft der Loyola Marymount University aufgenommen.
Weil seine Eltern damals illegal in die Vereinigten Staaten eingereist waren und Rafael Baca somit ebenfalls nur illegalen Aufenthaltsstatus hatte, verhalfen ihm die San José Earthquakes zu einem ordentlichen Einwanderungsstatus und nahmen ihn unter Vertrag. Doch es blieb sein Traum, in der mexikanischen Fußballliga zu spielen, der sich erfüllte, als er Ende 2013 vom Hauptstadtverein CD Cruz Azul verpflichtet wurde. Nach einigen Anfangsschwierigkeiten bei den Cementeros, für die er im gesamten Jahr 2014 nur insgesamt 80 Minuten zum Einsatz kam, konnte er sich schließlich durchsetzen und avancierte zum Stammspieler.
Mit Cruz Azul gewann Baca in der Apertura 2018 die Copa México und im Torneo Guard1anes 2021 trug er mit dazu bei, dass die Cementeros erstmals nach 24 Jahren wieder einen Meistertitel erzielten.

## Erfolge
CD Cruz Azul
- Mexikanischer Meister: Guard1anes 2021
- Mexikanischer Pokalsieger: Apertura 2018